# Championnats d'Europe de trampoline 1989
Navigation
Édition précédente Édition suivante
Les championnats d'Europe de trampoline 1989, onzième édition des championnats d'Europe de trampoline, ont eu lieu en 1989 à Copenhague, au Danemark.

## Podiums
| Épreuves                | Or                                                                                           | Argent                                                                                       | Bronze                                         |
| ----------------------- | -------------------------------------------------------------------------------------------- | -------------------------------------------------------------------------------------------- | ---------------------------------------------- |
| Hommes                  |                                                                                              |                                                                                              |                                                |
| Trampoline par équipes  | Union soviétique Aleksandr Moskalenko Vadim Krasnochapka Sergei Nestreliai Dmitri Poljarusch | Allemagne de l'Ouest Bernd Leichert Amadeus Regenbrecht Michael Kuhn Ralf Pelle              | Danemark                                       |
| Double Mini par équipes | Portugal                                                                                     | Allemagne de l'Ouest Steffen Eislöffel Christian Pöllath Frank Deutschmann Thorsten Hartmann | Espagne                                        |
| Tumbling par équipes    | Pologne Krzysztof Wilusz Marcin Lesczaniecki Andrzej Garstka Zbigmiew Bachor                 | France Pascal Éouzan Philippe Chapus Christophe Lambert Philippe Paulin                      | Portugal                                       |
| Trampoline              | Aleksandr Moskalenko (URS)                                                                   | Vadim Krasnochapka (URS)                                                                     | Michael Kuhn (FRG)                             |
| Double Mini             | José Miguel Hernández (ESP)                                                                  | Angel Ballesteros (ESP)                                                                      | Santiago Gómez (ESP)                           |
| Tumbling                | Pascal Éouzan (FRA)                                                                          | Krzysztof Wilusz (POL)                                                                       | Christophe Lambert (FRA)                       |
| Synchro                 | Danemark John Hansen Anders Christiansen                                                     | Allemagne de l'Ouest Ralf Pelle Michael Kuhn                                                 | Pologne Eligiusz Skoczylas Waldemar Okoniewski |
| Femmes                  |                                                                                              |                                                                                              |                                                |
| Trampoline par équipes  | Union soviétique Rusudan Khoperiya Elena Merkulova Anna Dogonadze Tatiana Louchina           | Allemagne de l'Ouest Gabi Dreier Sandra Siwinna Hiltrud Roewe Gabi Bahr                      | Royaume-Uni                                    |
| Double Mini par équipes | Allemagne de l'Ouest Nicole Krüger Gabi Dreier Renate Gehrke Ivonne Kraft                    | Portugal                                                                                     | Espagne                                        |
| Tumbling par équipes    | France Chrystel Robert Muriel Boudsocq Corinne Robert Katia Legentil                         | Belgique                                                                                     |                                                |
| Trampoline              | Tatiana Louchina (URS)                                                                       | Susan Shotton (GBR)                                                                          | Elena Merkulova (URS)                          |
| Double Mini             | Gabi Dreier (FRG)                                                                            | Lurdes Sousa (POR)                                                                           | Armelia Carneiro (POR)                         |
| Tumbling                | Corinne Robert (FRA)                                                                         | Chrystel Robert (FRA)                                                                        | Muriel Boudsocq (FRA)                          |
| Synchro                 | Union soviétique Yelena Kolomeyets Rusudan Khoperiya                                         | Union soviétique Elena Merkulova Tatiana Louchina                                            | France Nathalie Treil Christelle Guidicelli    |